# Grand prévôt de France
Le Grand prévôt de France assure la police de la cour du roi et, pour ce faire, a juridiction sur les troupes de la maison militaire du roi. Il fait partie des officiers de la Maison du roi.

## Attributions
Cet officier d'épée, dont la juridiction s'étend sur le Louvre ainsi que sur toute la Maison du roi, juge en premier ressort des causes civiles (l'appel était porté au Grand Conseil) et en dernier ressort des causes criminelles et de police qui touchent la Cour.

## Liste des Grands-Prévôts de France
- 1572-? Nicolas de Bauffremont, (+1582), baron de Sennecey
- 1578-1590 François du Plessis (1538-1590), seigneur de Richelieu, père du cardinal
- 1590-1604 François Duval, seigneur de Fontenay[1]
- 1604-1621 Joachim de Bellengreville (+1621), seigneur de Neuville et de Gambais
- 1620 François Raimond de Mormoiron de Modène, baron
- 1621-1630 Sébastien Le Hardy (+1632), baron de La Trousse
- 1630-1642 Georges de Monchy (+1645), marquis d'Hocquincourt
- 1642-1643 Charles de Monchy (1599-1658), marquis d'Hocquincourt
- 1643-1677 Jean du Bouchet (+1677), marquis de Sourches
- 1677-1714 François-Louis du Bouchet (1645-1716), marquis de Sourches, comte de Montsoreau
- 1714-1746 Louis du Bouchet (1666-1746), marquis de Sourches, comte de Montsoreau
- 1746-1788 Louis II du Bouchet (1711-1788), marquis de Sourches, comte de Montsoreau
- 1788-1792 Charles du Bouchet de Sourches (1768-1815), marquis de Tourzel